# Lutjanus adetii
Lutjanus adetii és una espècie de peix de la família dels lutjànids i de l'ordre dels perciformes.

## Morfologia
- Els mascles poden assolir 50 cm de longitud total.[2][3]

## Hàbitat
És un peix marí de clima subtropical i associat als esculls de corall que viu fins als 20 m de fondària.

## Distribució geogràfica
Es troba a Nova Caledònia. i a la costa oriental d'Austràlia.

## Ús comercial
Es comercialitza fresc.